# VT52
VT52 — текстовый компьютерный терминал, выпускавшийся компанией DEC в конце 1970-х годов. ЭЛТ-монитор терминала мог отображать 24 строки на 80 колонок и поддерживал все 95 символов ASCII, а также 32 символа псевдографики. Поддерживал асинхронную связь со скоростью передачи данных до 9600 бит/с и не требовал никаких заполняющих символов. Терминал также представил отдельную функциональную клавиатуру с клавишей «Gold Key» (англ.), которая использовалась для редактирования документов в программах WPS-8 (англ.), KED и EDT (англ.).
Вместе с VT52 предлагалось дополнительное печатающее устройство, называвшееся электролитическим копиром. Устройство могло печатать, считывая строку за строкой, точную копию экрана на рулон бумаги, пропитанной солёной водой (здесь это делалось для электроосаждения металла с электрода на бумагу). Несмотря на превосходную работу по захвату содержимого экрана, вывод копира был очень низкого качества. Digital запатентовала новшество, заключавшееся в использовании единого генератора символов, предоставлявшего шрифт и для экрана, и для копира.
Семейство VT52 сменилось гораздо более изящным VT100.